# Крайний (гандбол)

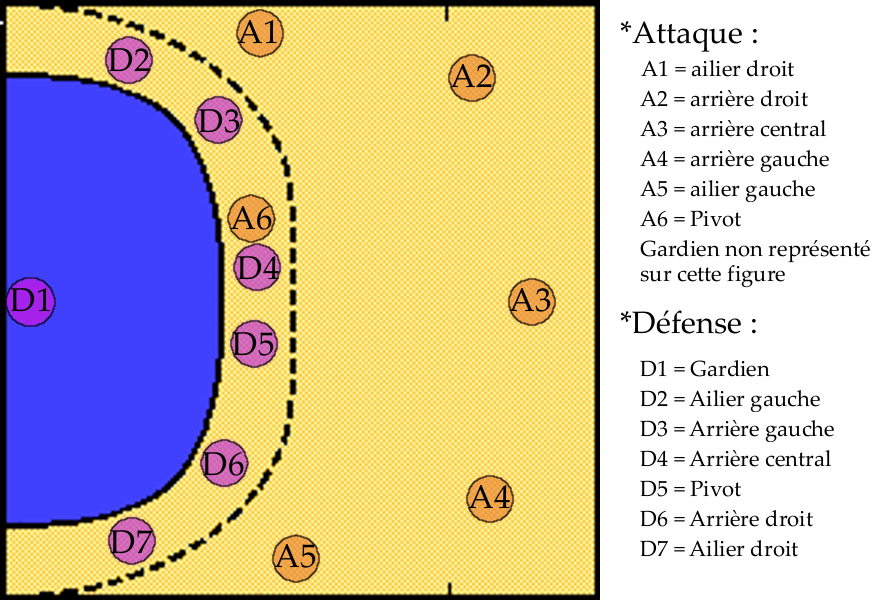
Крайние обороняющейся команды отмечены координатами D2 и D7, атакующей — A1 и A5

Синим цветом и буквами AL и AR отмечены, соответственно, левый и правый полусредние обороняющейся команды; красным цветом и буквами LA и RA — левый и правый полусредние атакующей команды

Крайний — в гандболе игрок, выступающий на самом краю левого или правого фланга и отвечающий за развитие атаки на фланге. Крайний обязан помогать вратарю в обороне, а также развивать атаку. Крайние отличаются не только высокой скоростью, но и мощным и точным броском. Как правило, левым крайним является правша, а правым крайним — левша.

## Действия игрока
На левом фланге крайний, как правило, бросает правой рукой, а на правом фланге — левой. Это позволяет расширить угол для броска до максимума. Крайние являются невысокими игроками, но вполне мобильными (так они, могут легко разрушать атаки), могут резко стартовать с места для подключения к атакам, обладают отличной гибкостью при движении и хорошо работают кистью при броске. При позиционной атаке крайние должны находиться как можно ближе к боковой линии, чтобы растянуть защиту противника и при удачном пасе сразу же нанести бросок. Они также обучаются мгновенным действиям при потере мяча у противника: крайний при получении мяча должен как можно скорее убежать в контратаку и нанести бросок по воротам при фактическом выходе один-на-один.

## Известные игроки

### Левые
- Генсхаймер, Уве
- Кристиансен, Ларс
- Еггерт, Андерс
- Фраац, Йохен
- Челльман, Юнас
- Кляйн, Доминик
- Кречмар, Штефан
- Крюгер, Гартмут
- Яхлевский, Матеуш
- Янсен, Торстен
- Штрлек, Мануэль
- Гудйон Валюр Сигурдссон
- Графенхорст, Ив
- Херинг, Мэнди
- Хердтер, Надин
- Тведтен, Ховард
- Тлучыньский, Томаш
- Гигу, Микаэль
- Онрубия, Самуэль
- Сантос, Рауль
- Вильчинский, Конрад
- Фриммель, Себастьян

### Правые
- Грёцки, Патрик
- Линдберг, Ханс
- Сван, Лассе
- Чупич, Иван
- Зеллин, Йоханнес
- Джомба, Мирза
- Абало, Люк
- Кавтичник, Вид
- Керманн, Флориан
- Петерссон, Йохан
- Шёне, Кристиан
- Шрёдер, Штефан
- Шпренгер, Кристиан
- Шлезак, Давид
- Кухчиньский, Патрик
- Зрнич, Ведран
- Мертезакер, Ульрике
- Рихтер, Сабрина
- Хубер, Свеня
- Айкхофф, Кира
- Вебер, Роберт

## В других языках
Во французском языке крайний обозначается термином «ailier» (фр. крыльевой): в зависимости от фланга говорят про «правого крыльевого» (фр. ailier droit) или левого крыльевого (фр. ailier gauche). В немецком языке крайний называется «Außenspieler» (нем. внешний игрок): левого крайнего называют «Linksaußen», правого — «Rechtsaußen». В Австрии крайних называют «Flügelspieler», в Швейцарии — просто «Flügel». В английском языке крайний обозначается как «вингер» (англ. winger): его роль во многом схожа с ролью вингеров в футболе.